# Charge Composition Explorer
Der Charge Composition Explorer, kurz CCE (auch bekannt als Explorer 65), war ein Satellit der NASA. Er gehörte zum US-amerikanischen Explorer-Programm und diente zur Erforschung der Magnetosphäre.

## Instrumente
Der CCE wurde instrumentiert, um Lithium- und Barium-Tracer-Ionen aufzuspüren, die in die Magnetosphäre innerhalb seiner Umlaufbahn transportiert wurden. Das Raumfahrzeug wurde mit seiner Spinachse in der Äquatorialebene bei 10/min spinstabilisiert und von der Erde-Sonne-Linie um etwa 20 Grad versetzt. Zur Lageregelung setzte es Magnettorquer und Kaltgastriebwerke ein.
Auf dem CCE-Raumfahrzeug wurden fünf Instrumente montiert:
- Das Hot Plasma Composition Experiment (HPCE)
- Den Medium Energy Particle Analyzer (MEPA)
- Das Charge-Energy-Mass Spectrometer (CHEM)
- Das Plasma Wave Experiment (PWE) und
- Das CCE Magnetometer (MAG)

Der CCE wurde mit Solarzellen und Batterien mit Strom versorgt. Für Bahnkorrekturen hatte er ein Star-13-Triebwerk zur Verfügung.

## Zweitsatelliten
Der CCE hatte noch zwei weitere Subsatelliten an Bord, die er während seiner Mission im Weltraum aussetzte, nämlich:

### Das IRM
Das deutsche Ion Release Module (englisch für Ionenfreigabemodul), kurz IRM, war genau wie der CCE ein Magnetosphären-Forschungssatellit und wurde vom Max-Planck-Institut für extraterrestrische Physik gebaut und betrieben. Es setzte Ionen im Solarwind frei. Das IRM-Raumfahrzeug wurde bei 15/min spinstabilisiert. Seine Spinachse war anfänglich in der ekliptischen Ebene, aber später wurde es mit Magnettorquer eingestellt, um rechtwinklig zur Ekliptik zu sein. Das Stromnetz war ein 60 W-Solar-Array mit redundanten Batterien. Außerdem gab es ein redundantes S-Band-Telemetrie und -Fernsteuerungssystem. Telemetrie-Raten konnten zwischen 1 und 8 kb/s gewählt werden. Für den Einschuss in die endgültige Umlaufbahn trug das IRM seine eigene Oberstufe. Zusätzlich zu den Ionenfreigaben überwachten die Instrumente an Bord des Satelliten die Umgebungs-Magnetosphäre, aber mit einer Datenerfassung, die auf die Umläufe beschränkt war, die in Echtzeit aus Deutschland verfolgt werden konnten. Das Raumfahrzeug wurde am 14. August 1986 außer Betrieb genommen, hatte eine Lebensdauer von 2 Jahren und hatte eine Masse von 705 kg.

### Der UKS
Der United Kingdom Subsatellite (deutsch etwa „Subsatellit des Vereinigten Königreichs“), kurz UKS, war der Subsatellit des IRM. Er hatte die gleiche Umlaufbahn wie der deutsche Satellit. Sein Ziel war es, zwischen der räumlichen Struktur und den zeitlichen Veränderungen in den Plasma-Phänomenen zu forschen, die durch Ionenfreisetzungen aus dem IRM und in der natürlichen magnetosphärischen Umgebung initiiert wurden. Die gemessenen Größen waren denen des IRM ähnlich und umfassen Magnetfelder, positive Ionen, Elektronen, Plasmawellen und Modulationen in Ionen und Elektronen. Das Raumfahrzeug wurde mit einer Frequenz von 12/min spinstabilisiert und benutzte eine S-Band-Kommunikation. Es trug ein kaltes Gasantriebssystem und ein VHF-Radarsystem für die Bahnregelung, gehalten normalerweise in einer Entfernung von einigen hundert Kilometern vom IRM. Der UKS fiel am 15. Januar 1985 aus, da seine Stromversorgung versagte. Er wurde mit Solarzellen und Batterien betrieben. Der UKS hatte eine Masse von 77 kg.

## Start
Der CCE mit seinen beidem Subsatelliten wurde am 16. August 1984 mit einer Delta-3924-Trägerrakete vom Cape Canaveral aus ins All gebracht.